# بورکی (شهرستان خاینووکا)
بورکی (به لهستانی:  Borki) یک روستا در لهستان است که در گمینا چرمخا واقع شده‌است.